# Gheorghe Ștefan (istoric)
Gheorghe Ștefan (n. 9 noiembrie 1899, Bătășani, Vâlcea, Regatul României – d. 29 februarie 1980, București, Republica Socialistă România) a fost un istoric și arheolog român, membru corespondent al Academiei Române, din 1952.
A absolvit cursurile Universității din București și a fost membru al Școlii Române de la Roma (1926-1928), specialist în filologia clasică. Asistent al lui Vasile Pârvan, apoi profesor pe la diverse licee din țară, iar din 1948 profesor titular la catedra de istorie veche a României, în două rânduri decan al Facultății de istorie (1950-1953 și 1959-1966). În 1952 a fost ales membru corespondent al Academiei Române, iar din 1970 a fost membru al Academiei de Științe Sociale și Politice. În afara colaborărilor la diverse sinteze, precum Istoria României (vol. I, 1960), Dinogeția (vol. I, 1967) ș.a., este autorul volumului Formarea poporului român și a limbii sale (1973), dar și al mai multor studii pe aceași temă publicate în reviste de specialitate.

## Distincții
- titlul de „Profesor Emerit al Republicii Populare Romîne” (13 octombrie 1964) „cu prilejul aniversarii a 100 de ani de la înființarea Universității din București, pentru activitate îndelungată, contribuție în dezvoltarea științei și merite deosebite în dezvoltarea învățămîntului superior”[3]